# Ecnomus pseudotenellus
Ecnomus pseudotenellus är en nattsländeart som beskrevs av Georg Ulmer 1930. Ecnomus pseudotenellus ingår i släktet Ecnomus och familjen trattnattsländor. Inga underarter finns listade i Catalogue of Life.